# البرتقالة المرة (فلم)
البرتقالة المرة هو فيلم دراما مغربي صدر سنة 2007، من إخراج بشرى إيجورك، وكتابة بهية السوسي عبد الله، وإنتاج القناة الثانية، ومن بطولة هدى الريحاني، ويوسف الجندي، وعبد الله العمراني، وفضيلة بنموسى، وريم شماعو. تدور الأحداث حول فتاة يتسلل الحب إلى حياتها الهادئة بعد أن التقت بشرطي شاب فأعجبت به ليتحول إعجابها لحب مجنون، لكن الأقدار اختارت لذلك الحب مسار آخر.
يتسم الفيلم بطابع رومانسي كلاسيكي يمتزج فيه الجمال والحب والألم، واتخذ من مدينة أصيلة المغربية مسرحًا لأحداثه.
عُرض الفيلم على القناة الثانية في 14 سبتمبر 2007 الذي صادف أول أيام شهر رمضان، وقد حقق الفيلم نجاحًا ملحوظا ولاقى تجاوبًا كبيرًا من طرف الجمهور.

## القصة
السعدية فتاة وحيدة تعيش مع والدها القاسي ووالدتها في بيت عتيق بمدينة أصيلة. حياتها كانت بسيطة وهادئة، تتكرر فيها الأيام على وقع روتين واحد، مرافقة صديقتها عواطف إلى بساتين البرتقال المر، حيث كانتا تلتقطان الثمار التي لا يُحبذها كثيرون، لكنها كانت تعرف أن حلاوتها تكمن في تحويلها إلى مربى شهي.
في إحدى تلك الأيام، وبينما كانت السعدية تغترف البرتقال من بين الأغصان، ظهر شرطي شاب يدعى أمين، والذي حاول أن يثنيها عن قطف البرتقال، مفسرًا لها أنه مر الطعم وغير صالح للأكل، لكنه استمع إليها عندما أخبرته أنها تستخدمه لصنع مربى، وهو الأمر الذي لم يكن يعرفه، فشعر بخسارة لعدم تذوقه تلك الأكلة اللذيذة التي تُعدها، ومنذ تلك اللحظة، تغير شيء في قلب السعدية، فالرجل الوسيم الذي ظهر فجأة دخل عالمها برقة لا تتناسب مع صرامته الوظيفية. تعلقها به نما سريعًا، إذ كان في نظرها مثال الزوج الذي تحلم به، وسيمًا، حنونًا، يجمع بين الحزم والدفء.
مرت الأيام، وتعمق حبها رغم اللقاء الوحيد الذي جمعهما، بينما كان أمين ينظر إلى الأمر ببساطة، كإعجاب عابر. لم تستطع السعدية كبح مشاعرها، فقررت أن تعبّر عن رغبتها في الحياة معه عبر رسالة كتبتها بمساعدة ابنة خالتها، ضمت فيها مشاعرها وأحلامها بالزواج منه.
لكن القدر كان له رأي آخر، فقد وصلت الرسالة بعد أن كان قد ارتبط بامرأة أخرى، وتحت أهازيج الزغاريد التي علت في حفل زفافه، أدركت السعدية حجم الفقد الذي أصابها، فانهارت نفسيًا على وقع الحقيقة المريرة.
بمرور الوقت، وجدت نفسها تسير على طريق متعرج نحو المجهول، حتى جاءت لحظة الحادث، عندما صدمتها سيارة وهي تتجول غير واعية على الطريق العام. وقفت أمامها الحياة مرة أخرى حين تدخل أمين، الذي تقدم في العمر وخط الشيب رأسه، ووجدها غارقة في اللاوعي، فنقلها إلى المستشفى.
في المستشفى، وبين دموعه، اكتشف أمين الرسالة التي أخفتها والدته عنه، والتي كشفت له عن حب السعدية له، حب لم يعرفه إلا بعد فوات الأوان، لتبقى قصة ذلك الحب المأساوي خالدة بين طعم البرتقال المر وأحلام فتاة كانت تحلم بزوج وسيم ومخلص.

## طاقم التمثيل
- هدى الريحاني بدور السعدية
- يوسف الجندي بدور أمين
- فضيلة بن موسى بدور رقية
- عبد الله العمراني بدور سي محمد
- سعاد صابر بدور لالة مينة
- ريم شماعو بدور عواطف
- نورية بن إبراهيم بدور خديجة
- سمية أمغار بدور ليلى
- إبراهيم ايت القاضي بدور جمال
- فريدة بوعزاوي بدور كريمة
- كنزة فريدو بدور منانة
- حاتم العلمي بدور عزيز
- زهرة وزاني بدور لا فاطمة
- بدر السعود الحساني بدور طامو

## الإنتاج
تعترف بشرى إيجورك بالدعم والتوجيه الذي تلقته من المخرج الكبير محمد عبد الرحمن التازي. سعت إيجورك إلى تقديم الأصالة المغربية في كل تفاصيل الفيلم: الملابس والديكور والمكياج والموسيقى. كما استشهدت بالانتقادات التي تتلقاها قصص الحب المغربية باعتبارها تفتقر إلى التعبير العاطفي كمصدر للإلهام لإثبات العكس.

## الإطلاق
بُثّ الفيلم لأول مرة على القناة الثانية المغربية في 14 سبتمبر 2007، موافقًا أول أيام شهر رمضان.

## الإستقبال
منذ المشاهدة الأولى تعلق المشاهدون بهذا الفيلم وأعجبتهم القصة والشخصيات، وتعاطفوا مع الشخصية الرئيسية في الفيلم مما عانته طوال الأحداث، حيث يَعتبر الكثير من المغاربة هذا الفيلم كأفضل الأفلام الرومانسية المغربية على الإطلاق. كما أسهم الفيلم في تعزيز شعبية الثنائي التمثيلي هدى الريحاني ويوسف الجندي، ليصبحا من أكثر الثنائيات طلبًا على الشاشة.
وبعد سنين من عرض الفيلم في التلفزيون، ومع ظهور مواقع التواصل الاجتماعي زاد انتشار الفيلم أكثر عند الجمهور ليتخطى نجاح الفيلم حدود المغرب إلى باقي الدول العربية.

## وصلات خارجية
- مقالات تستعمل روابط فنية بلا صلة مع ويكي بيانات